# Beto Caju
Alberto Narcizo da Cruz Neto (Aracaju, 25 de junho de 1978), mais conhecido como Beto Caju, é um compositor, produtor musical e percussionista brasileiro, ex-prefeito do município de Carmópolis, no estado de Sergipe.

## Carreira musical
Beto Caju é um dos principais compositores da Banda Calypso e de mais de 40 artistas nacionais. Dentre os mais conhecidos, estão: Aviões do Forró, Garota Safada, Calcinha Preta, Gusttavo Lima, Leonardo, Daniel, César Menotti & Fabiano, Asa de Águia, Pablo e Silvanno Salles.
- Em 2000, sua composição "Eclipse Total", (versão de "Africa", composição de David Paich e Jeff Porcaro), foi incluída no álbum "O Forró do Ano 2000", pela banda Capim com Mel.
- Em 2001, sua composição "Me Deixa Louca", composta em parceria com Marquinhos Maraial, deu nome ao álbum gravado por Gretchen.
- Em 2003, sua composição "Carta Branca", com Marquinhos Maraial, foi gravada pela banda Araketu. A banda Calcinha Preta gravou sua composição "Louco, Louco, Louco Por Você", composta em parceria com Marquinhos Maraial, no álbum "Agente se Vê Lá!".
- Em 2004, Daniel gravou sua canção "Jogado na Rua", composta em parceria com Marquinhos Maraial, no álbum "Em Qualquer Lugar do Mundo".
- Em 2005, sua composição "É Chamego Ou Xaveco?", composta em parceria com Marquinhos Maraial, obteve êxito na voz da cantora Kelly Key.
- Em 2010, sua composição "Arreia Cerveja", com Edu Luppa, foi gravada por Leonardo no álbum "Alucinação".
- Em 2012, sua composição "Eternos Namorados", com Marquinhos Maraial, deu nome a álbum gravado pela Banda Calypso.
- Em 2013, teve sua composição "Vou Colocar Na TV", com Marquinhos Maraial, gravada por César Menotti & Fabiano, no DVD "Ao Vivo no Morro da Urca".
- Em 2017, a cantora Lia Sophia gravou sua obra "Me Chama", com Marquinhos Maraial e Tivas Miguel, no álbum "Me Provoca".

## Carreira política
Filiado ao Solidariedade, Beto Caju, como é conhecido na cidade, é filho do ex-prefeito de Carmópolis, Theotônio Neto, atualmente gestor de comunicação do Tribunal de Contas de Sergipe (TCE).
Beto Caju entrou para a politica no pleito municipal do ano de 2016. Foi eleito vice-prefeito de Carmópolis com 56,71% (6.088 votos).
Com a morte do prefeito Volney Leite Alves (DEM), Beto Caju, até então vice-prefeito, assinou o termo de posse às 13h do dia 3 de agosto de 2018. A assinatura do termo aconteceu na Câmara Municipal de Vereadores na presença de todos os parlamentares.
No entanto, Beto não demonstra interesse em dar continuidade à vida na política; Desconstrói modos e meios de permanecer, apesar de estar bem avaliado como gestor:
“Se depender hoje da minha vontade, não vou à reeleição. A minha vontade é a de encerrar aqui e não ir para uma reeleição - mesmo que minha situação hoje esteja muito boa dentro do município, no contexto da maioria das pessoas e das lideranças políticas. Todos me querem, e me estimulam a ir para a disputa. Mas pelo meu coração, não quero. De jeito nenhum”
“Se tiver uma saída, um buraquinho, por menor que seja, pelo qual possa passar por essa brecha, eu fico de fora. E estarei voltando para a música, que é o que eu gosto mais de fazer e do que entendo”